# Kemloko (Nglegok)
Kemloko is een bestuurslaag in het regentschap Blitar van de provincie Oost-Java, Indonesië. Kemloko telt 4283 inwoners (volkstelling 2010).